# Беромюнстер
Беромюнстер (нем. Beromünster) — коммуна в Швейцарии, в кантоне Люцерн.
Входит в состав избирательного округа Зурзе (до 2012 года входила в состав управленческого округа Зурзе).
Официальный код — 1081.

## История
На 31 декабря 2006 года население составляло 2535 человек.
1 января 2009 года в состав коммуны Беромюнстер вошла бывшая коммуна Гунцвиль, 1 января 2013 года — бывшая коммуна Нойдорф.
1 января 2015 года деревня Танн была передана из коммуны Беромюнстер в коммуну Шенкон.

## Радиовышка
В 1931 году в Беромюнстере начала вещать одна из первых в Европе общественных радиостанций (Der Landessender Beromünster). В 1937 году была построена вторая радиовышка. Радиостанция «Беромюнстер» вещала на немецком языке до 2008 года. В СССР выпускались ламповые радиоприёмники, на шкале которых имелась надпись «Беромюнстер». «Большая» вещательная вышка находится под защитой государства как памятник истории техники.